# ダイワボウ情報システム
ダイワボウ情報システム株式会社（ダイワボウじょうほうシステムかぶしきがいしゃ、英: Daiwabo Information System Co., Ltd、略称DIS）は、日本の大阪府大阪市北区に本社を置く、国内最大級のITディストリビューターで独立系マルチベンダー。

## 概要
"顧客第一主義、地域密着"を基本方針として、国内外約1,400社に及ぶメーカー・サプライヤーから仕入れたパソコンやその周辺機器販売の他、ネットワークやシステム等のIT関連商品約240万アイテムを、国内94か所の販売拠点と物流センターを起点に国内約19,000社の販売パートナーを通じて全国各地へ流通する。
2023年3月期のパソコン取り扱い台数は2,992千台で国内26.6％（法人向け国内36.6％）のシェアを獲得。

## 沿革
- 1982年
  - 4月8日 - 大和紡績が非繊維事業への展開の一環として、情報関連部門へ進出するために、資本金20百万円で大阪市東区（現・中央区）に当社を設立。
  - 6月 - 日本電気株式会社と販売特約店契約締結
  - 8月 - 多店舗展開構想の皮切りとして、佐賀市に佐賀支店開設
- 1988年3月 - 売上高が100億円台を達成し、122億円に
- 1990年4月 - 東京都台東区に東京本社開設
- 1991年11月 - 株式を日本証券業協会へ店頭銘柄として登録
- 1992年
  - 1月 - 東京本社を東京都港区へ移転
  - 3月 - IT月刊総合誌「PC-Webzine」を創刊
  - 7月 - 茨木市に中央物流センター開設
  - 12月 - 物流業へ進出のため、資本金50百万円で大阪市中央区にディーアイエス物流株式会社（現・ディーアイエスサービス&ソリューション）を設立
- 1994年5月 - パソコン機器および関連用品の店頭販売を目的とする、ディーアイエス情報機器販売株式会社を大阪市中央区に設立
- 1995年9月 - 大阪市中央区にディーアイエステクノサービス株式会社（現・ディーアイエスサービス&ソリューション）を設立
- 1996年3月 - 売上高が1,000億円台を達成し、1,411億円に
- 1997年
  - 7月 - DISわぁるどIT総合展示会“DISわぁるど”を大阪で初開催
  - 12月 - 東京証券取引所第二部、大阪証券取引所第二部に上場
- 1998年11月 - 販売管理システム「DIS-NET」が本格稼働
- 1999年
  - 3月 - 売上高が2,000億円台を達成し、2,110億円に
  - 5月 - ディーアイエス物流がISO14001を取得
- 2000年
  - 7月 - ECサイト「iDATEN（韋駄天）」が本格稼働
  - 9月 - 東京証券取引所、大阪証券取引所市場第一部へ上場
- 2001年11月 - 店頭小売販売事業の再編・強化のため、ナガシマ情報通信株式会社（現・ZOA）を子会社化
- 2002年
  - 4月 - ナガシマ情報通信とディーアイエス情報機器販売の合併により、ディーアイエス・ナガシマ株式会社（現・ZOA）が誕生
  - 9月 - 大阪市中央区に本社ビルを取得し、本町DISビルに改称
- 2003年3月 - 売上高が3,000億円台を達成し、3,119億円に
- 2004年
  - 3月 - パソコンとサーバーの出荷台数が100万台を達成
  - 10月 - ソリューション事業強化のため子会社を再編し、ディーアイエスソリューション株式会社（現・ディーアイエスサービス&ソリューション）を立ち上げ
  - 10月 - 東京地区の事業所を品川区大井に移転統合し、東京支社を開設
- 2005年
  - 4月 - コンテンツ事業拡大のため、ディーアイエスアートワークス株式会社を設立
  - 6月 - ISO14001の認証範囲が全社に拡大。ZOAがジャスダック証券取引所に上場
- 2007年
  - 2月 - BtoBtoBシステム「iDATEN（韋駄天）EX」のサービス開始
  - 3月 - システム推進部においてISO27001を認証取得
- 2009年
  - 3月 - 株式交換により大和紡績（現・ダイワボウホールディングス）と経営統合
  - 6月 - UQコミュニケーションズと協業し、“モバイルWiMAX”通信事業への参入
  - 7月 - 持株会社「ダイワボウホールディングス株式会社」のもとで新体制がスタート
- 2011年10月 - 日本マイクロソフトとWindows®スレートPCの拡販で協業し、Windowsスレート推進センター（現・Windows モバイルビジネスセンター）を設立
- 2012年
  - 3月 - 売上高が4,000億円台を達成し、4,102億円に
  - 3月 - パソコンとサーバーの出荷台数が200万台を達成
  - 10月 - 普通教室におけるICT活用実証研究 「DIS School Innovation Project」を開始
- 2014年
  - 3月 - 売上高が5,000億円台を達成し、5,480億円に。パソコンとサーバーの出荷台数が300万台を達成
  - 5月 - BtoBtoBのECサイト構築サービス「iDATEN（韋駄天）EX2」の提供開始
- 2015年
  - 4月 - ディーアイエス物流とディーアイエステクノサービスが合併し、新たにディーアイエスサービス&サポート株式会社（現・ディーアイエスサービス&ソリューション）として事業を開始
  - 2015年8月 - 日本マイクロソフトととWindows搭載モバイルデバイスの拡販で協業拡大し、Windowsモバイルビジネスセンターを設立
- 2016年8月 - サブスクリプション管理ポータル「iKAZUCHI（雷）」の提供を開始
- 2017年
  - 6月 - ディーアイエスアートワークスの会社分割により、コンテンツ事業を、当社及びディーアイエスサービス＆サポートがそれぞれ事業承継
  - 8月 - 本社および大阪地区営業部門を集約し、大阪市北区中之島に移転
- 2021年4月 - ディーアイエスサービス&サポートとディーアイエスソリューションが合併し、新たにディーアイエスサービス&ソリューション株式会社として事業を開始
- 2023年4月 - ITインフラソリューション事業の強化のため、三菱ケミカルシステム株式会社（現在は三菱ケミカルに吸収合併）が保有するアルファテック・ソリューションズ株式会社の全株式を取得し、アルファテック・ソリューションズ株式会社を子会社化

## グループ会社
- ディーアイエスサービス&ソリューション株式会社
- アルファテック・ソリューションズ株式会社